# The Enemy (film 1916)
The Enemy è un film muto del 1916 diretto da Paul Scardon. La sceneggiatura di Garfield Thompson si basa sul romanzo The Enemy di George Randolph Chester e Lillian Chester pubblicato a New York nel 1915.

## Trama
Diventato alcolizzato, il famoso architetto Harrison Stuart viene recuperato alla vita civile dal giovane Billy Lane, un suo grande estimatore. Lane riporta a casa Stuart e così conosce sua figlia Tavy, della quale si innamora. Dopo essersi fidanzato, però, sarà lo stesso Billy a cadere nel vizo del bere, al quale viene indotto da una donna gelosa della sua fidanzata. Va a finire che anche Stuart ripiombi nelle vecchie abitudini, tanto che, depresso, si uccide. Il suo suicidio riporta alla ragione Billy che, dopo aver giurato di non ricascarci più, ritorna dalla sua Tavy.

## Produzione
Il film fu prodotto dalla Vitagraph Company of America.

## Distribuzione
Distribuito dalla Greater Vitagraph (V-L-S-E), il film uscì nelle sale cinematografiche statunitensi l'11 dicembre 1916.